# Platyptilia nussi
Platyptilia nussi is een schubvleugelige uit de familie der vedermotten die voorkomt in de Filipijnen. Deze soort is alleen bekend van het holotype, een vrouwtje dat in 1997 is gevangen in Kabayan in de provincie Benguet op Luzon. De soort is genoemd naar Dr. M. Nuss, een lepidopteroloog die onder andere het holotype van P. nussi heeft gevangen. Deze mot komt in november voor. De vleugelspanwijdte bedraagt 19 mm. Het dier is grotendeels bruin van kleur en kan worden onderscheiden van andere soorten door de vorm van de geslachtsdelen.